# The Monist
The Monist: An International Journal of General Philosophical Inquiry ist eine quartalsweise erscheinende Fachzeitschrift für Philosophie im Verlag Open Court Publishing Company.
Begründet wurde die Zeitschrift durch Edward C. Hegeler im Jahr 1888. Erster Herausgeber war dessen späterer Schwiegersohn Paul Carus. Das erste Heft erschien im Oktober 1890. Nach Carus Tod 1919 folgte dessen Frau, Mary Hegeler Carus bis 1936 als Herausgeberin. Mit deren Ausscheiden wurde die Zeitschrift eingestellt. Die Neuausgabe erfolgt seit 1962 mit den Herausgebern Eugene Freeman (1962–1983), John Hospers (1983–1991) und seit 1991 Barry Smith.
Jede Ausgabe der Zeitschrift steht unter einem vorab veröffentlichten philosophischen Thema, zu dem verschiedene Autoren beitragen, so dass jeweils eine Anthologie zu der behandelten Frage entsteht.
Zu den frühen Autoren zählte Charles Sanders Peirce unter anderem mit einer berühmten Artikelserie in den Jahren 1892/92. Bertrand Russell veröffentlichte hier seine Theorie des Logischen Atomismus. Weiterhin finden sich Beiträge von Karl-Otto Apel, Lewis White Beck, John Dewey, Gottlob Frege, Hans-Georg Gadamer, Charles Hartshorne, Jaakko Hintikka,  Sidney Hook, C.I. Lewis, Ernst Mach, Martha Nussbaum, Hilary Putnam, Willard Van Orman Quine oder Gregory Vlastos.